# Clactonien
Het Clactonien is een Europese archeologische industrie van vuurstenen gereedschapvervaardiging die teruggaat tot het begin van de interglaciale periode die bekendstaat als het Holsteinien (ca. 400.000 jaar geleden). De Clactonien-gereedschappen werden gemaakt door Homo heidelbergensis, de voorganger van de neanderthaler.
De industrie is vernoemd naar in 1911 gedane 400.000 jaar oude vondsten in een voormalig rivierbed bij Clacton-on-Sea in het Engels graafschap Essex. De daar gevonden artefacten omvatten vuurstenen choppers, vuurstenen afslagen en de punt van een bewerkte houten steel samen met de resten van een grote olifant en een nijlpaard. Voorbeelden van zulke gereedschappen zijn ook gevonden op vondstplaatsen als Barnfield Pit nabij Swanscombe in Kent en Barnham in Suffolk. Vergelijkbare industrieën zijn geïdentificeerd in heel Noord-Europa.
De Clactonien-industrie omvatte opvallend dikke, onregelmatige afslagen van een vuursteenkern, welke kernsteen vervolgens als chopper werd gebruikt. De afslagen werden gebruikt als primitieve klingen of schrabbers. In tegenstelling tot de Oldowan-instrumenten, waarvan de Clactonien-industrie is afgeleid, waren sommige instrumenten gekerfd wat impliceert dat ze werden vastgemaakt aan een handvat of steel. Retoucheren kwam zelden voor en de prominente slagplek op de afslagen wijst op het gebruik van een hamersteen.
Het Clactonien kan naast het Acheuléen hebben bestaan, die identieke basistechnieken gebruikte maar daarnaast ook tweezijdig bewerkte vuistbijlen produceerde. In de jaren 1990 werd zelfs gesteld dat het verschil tussen Clactonien en Acheuléen slechts schijnbaar was, waarbij de Clactonien-instrumenten gemaakt zouden zijn door mensen die op dat moment geen behoefte aan vuistbijlen hadden. Ook zouden verschillen in de beschikbaarheid en kwaliteit van lokale grondstoffen verantwoordelijk zijn voor de verschillen tussen de twee industrieën.
Bij de vondst in 2004 van een geslachte pleistocene olifant in Kent tijdens de Southfleet Road-opgraving werden tal van Clactonien vuurstenen werktuigen gevonden, maar geen vuistbijlen. Omdat een vuistbijl bij het uitbenen van een olifantenkarkas bruikbaarder zou zijn geweest dan een chopper werd dit beschouwd als een sterk bewijs voor het Clactonien als een afzonderlijke industrie. Vuursteen van voldoende kwaliteit was beschikbaar in de omgeving, en het is daarom waarschijnlijk dat de mensen die de olifant uitbeenden de kennis niet bezaten om de meer geavanceerde tweezijdige vuistbijlen te maken. De precieze herkomst van de weinige toegeschreven tweezijdig bewerkte Clactonien instrumenten die op Acheuléen-invloed wijzen, wordt betwist.
De traditionele chronologie van het Clactonien gevolgd door het Acheuléen wordt ook in toenemende mate betwist na vondsten van Acheuléen-gereedschappen in Eartham Pit bij Boxgrove in Sussex en High Lodge in Suffolk. Deze vondsten kwamen uit afzettingen verbonden met het Elsterien, de ijstijd die het Holsteinien voorafging, en zouden daarom voorafgegaan zijn aan het Clactonien. Ongeacht of het afzonderlijke industrieën zijn, lijkt het erop dat de makers van de Clactonien- en Acheuléen-gereedschappen contact met elkaar hebben gehad.